# 内沃吉尔迪 (洛萨达)
内沃吉尔迪是葡萄牙波尔图区的一个堂区。总面积3.61平方公里，总人口2638人，人口密度730.7人/平方公里。